# Five Crooked Lines
Five Crooked Lines es el séptimo álbum de estudio de la banda de rock canadiense Finger Eleven. El álbum fue lanzado el 31 de julio de 2015.

## Producción
El 5 de abril de 2013 se registraron en Twitter "La inercia oficial de nuestro nuevo álbum está creciendo". Hacia el final del año, la banda se separó de baterista desde hace mucho tiempo Rich Beddoe. En noviembre de 2014, la banda anunció a través de su página de Facebook que los tambores en el próximo álbum fueron hechas por el baterista Chris Powell. Grabaron el álbum entre 8 de noviembre de 2014 y 28 de noviembre de 2014. Una actualización de 29 de enero de 2015 indicó que los preparativos estaban en las etapas finales de producción y prometieron nuevos detalles y obras de arte en el futuro cercano.
El 25 de abril de 2015, la banda anunció un casting abierto para la filmación del video para el primer single del nuevo álbum. La canción aparece que se titulará "Wolves And Doors". El video musical se estrenó el Finger Eleven VEVO página en junio de 2015; que había sido visto 100 000 veces el 31 de julio de 2015.

## Lista de canciones
| N.º | Título                   | Duración |  |
| 1.  | «Gods Of Speed»          | 3:31     |  |
| 2.  | «Criminal»               | 3:13     |  |
| 3.  | «Save Your Breath»       | 3:02     |  |
| 4.  | «Wolves And Doors»       | 3:07     |  |
| 5.  | «Come On, Oblivion»      | 7:16     |  |
| 6.  | «Not Going To Be Afraid» | 3:46     |  |
| 7.  | «Five Crooked Lines»     | 3:43     |  |
| 8.  | «Blackout Song»          | 4:04     |  |
| 9.  | «Absolute Truth»         | 3:05     |  |
| 10. | «Lost For Words»         | 5:24     |  |
| 11. | «Sensory Eraser»         | 5:24     |  |
| 12. | «A New Forever»          | 4:28     |  |

## Posicionamiento en lista
| Lista (2015)                    | Posición |
| ------------------------------- | -------- |
| US Hard Rock Albums (Billboard) | 16       |
| Canadian Albums (Billboard)     | 15       |
| US Rock Albums (Billboard)      | 44       |

## Personal
- Scott Anderson - voz
- Sean Anderson - guitarra baja
- Rick Jackett - guitarra
- Chris Powell - tambores
- James Black - guitarra